# Gols stavkyrka

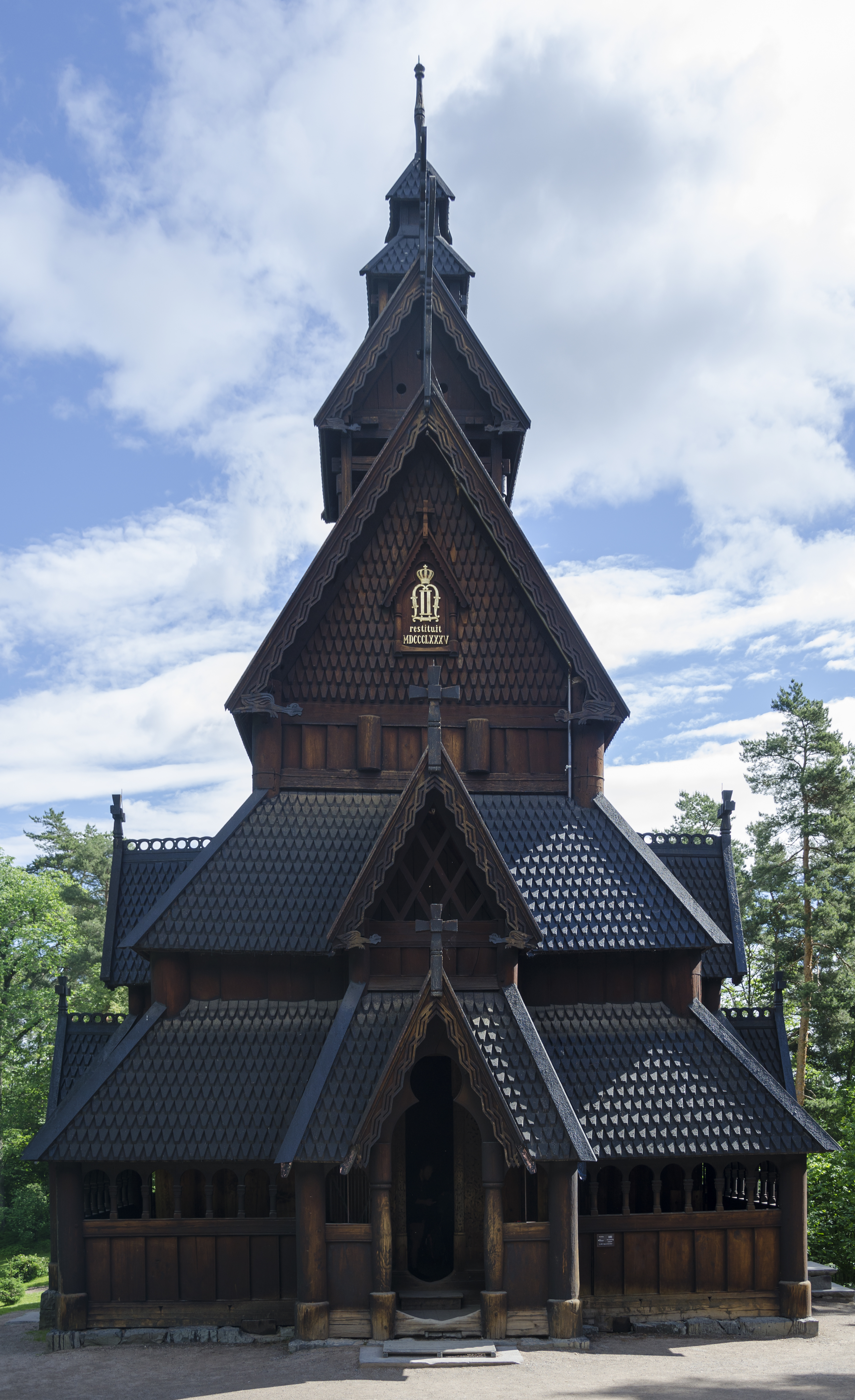
Gols stavkyrka, 2017.

Gol stavkirke är en stavkyrka från Gols kommun, Buskerud fylke i Norge. Den står numera på Norsk Folkemuseum på Bygdøy i Oslo och tillhör den vid var tid regerande monarken i Norge.
Dendrokronologiska undersökningar indikerar att delar av byggnaden är uppförda efter 1216, men den har också delar som härstammar från 1157.

## Historia
Ursprungligen stod stavkyrkan – Garðar kirkja – på den gamla kyrkogården, 500 m sydväst om den nuvarande Gols kyrka på Leikvollen i Golreppen Detta är långt från platsen där den moderna kopian av Gols stavkyrka restes på 1980-talet. Kopian står i anslutning till ett hotell nere i tätorten, vilken bebyggdes efter att Gol fick järnvägsstation. Omkring den finns rekonstruerade vikingahus och andra inslag i en lokal upplevelsepark.
Stavkyrkan har många likhetstecken med Hegge stavkyrka i Valdres, och det har antagits att de haft samma byggmästare. Kyrkan stod antagligen i originalskick fram till 1600-talet med svalgång runt om skepp och kor. Takryttarna förnyades 1694. Samtidigt byggdes ett innertak i skeppet och det sattes in två fönster på sydväggen i skeppets mittrum. Omkring 1730 byggdes ett galleri på skeppets nordsida. Något senare revs kor och absid och ett nytt timrat kor byggdes. Men det gamla virket återanvändes till innertak i det nya koret och på så sätt överlevde väggmålningarna så att de kunde restaureras i samband med flytten.
1802-1803 utvidgades kyrkan så att den skulle rymma dubbelt så många församlingsmedlemmar. Svalgångarna runt skeppet revs och nya ytterväggar av plankklätt resvirke sattes upp där svalgångsväggarna en gång stått. Framför västportalen restes ett vapenhus med sadeltak. Kyrkan fick nu det utseende som den hade då J N Prahm tecknade av den 1846.

## Flytt och återuppbyggnad
Mot slutet av 1870-talet ville församlingen i Gol ha en större och modernare kyrka. Fortidsminneforeningen argumenterade för att bevara stavkyrkan på platsen, men församlingen ville riva den och sälja virket. Det slutade med att föreningen köpte kyrkans ursprungliga delar för 200 norska kronor - med villkoret att den skulle flyttas när den nya stod färdig.
Föreningen hade ingen tomt för kyrkan, men i början av 1881 blev kung Oscar IIs historiska samlingar - världens första friluftsmuseum - etablerat på Bygdöy Kungsgård. Kungen ställde en tomt till förfogande för återuppbyggnaden mitt inne i sitt planerade byggnadsmuseum. Fortidsminneforeningens insamling för ändamålet gav bara 387 norska kronor, men totalkostnaden beräknades till minst 6500 kronor. I mars 1884 räddade kungen projektet genom att påta sig att svara för de utgifter som föreningen saknade medel för. Ägarskapet av kyrkan övergick då från föreningen till den vid varje tid regerande monarken i Norge.
På grund av flera snöfattiga vintrar sköts demonteringen och transporten till Christiania upp till vintern 1884. Uppmätningsritningar utarbetades under tiden av arkitekt Thorolf Prytz vintern 1882-1883. När han övergick till andra uppdrag tog arkitekt Waldemar Hansteen över arbetet tillsammans med kungsgårdens byggmästare Torsten Torstensen. Kyrkan demonterades i januari 1884. I mars var slädföret gott nog för att frakta kyrkan till järnvägsstationen  Krøderen där den transporterades gratis till Bygdöy och kom fram i oskadat skick. De ursprungliga delarna var återuppbyggda i slutet av juli 1884 och kyrkan stod färdig som mittpunkt i kung Oscars friluftsmuseum sommaren 1885. Som museikyrka var den så attraktiv att den hölls öppen varje dag, och inte bara på söndagarna som de andra byggnaderna i kungens museum.
De omfattande förändringar som gjorts under 1700-talet och utbyggnaden 1805 gjorde det omöjligt att återuppföra kyrkan som den var, men det var det heller ingen som hade för avsikt att göra. Kyrkan restaurerades till vad man antog var dess ursprungliga form. Med stöd av bevarade spår och gamla målningar rekonstruerades skepp, kor och absid. Man antog att hela skeppet varit omgivet av en svalgång och haft en takryttare. Dessa delar rekonstruerades med Borgunds stavkyrka som förebild. Förebilder till detaljer som vindskivor fann man emellertid inte i Borgund, så de tillverkades efter mönster från vindskivorna i Hopperstads stavkyrka.
Kung Oscars samlingar överläts till Norsk Folkemuseum 1907, efter det att museet hade köpt granntomten till sitt friluftsmuseum 1898. Stavkyrkan förblev emellertid i kunglig ägo, men förvaltades av museet.

## Kyrkobyggnaden

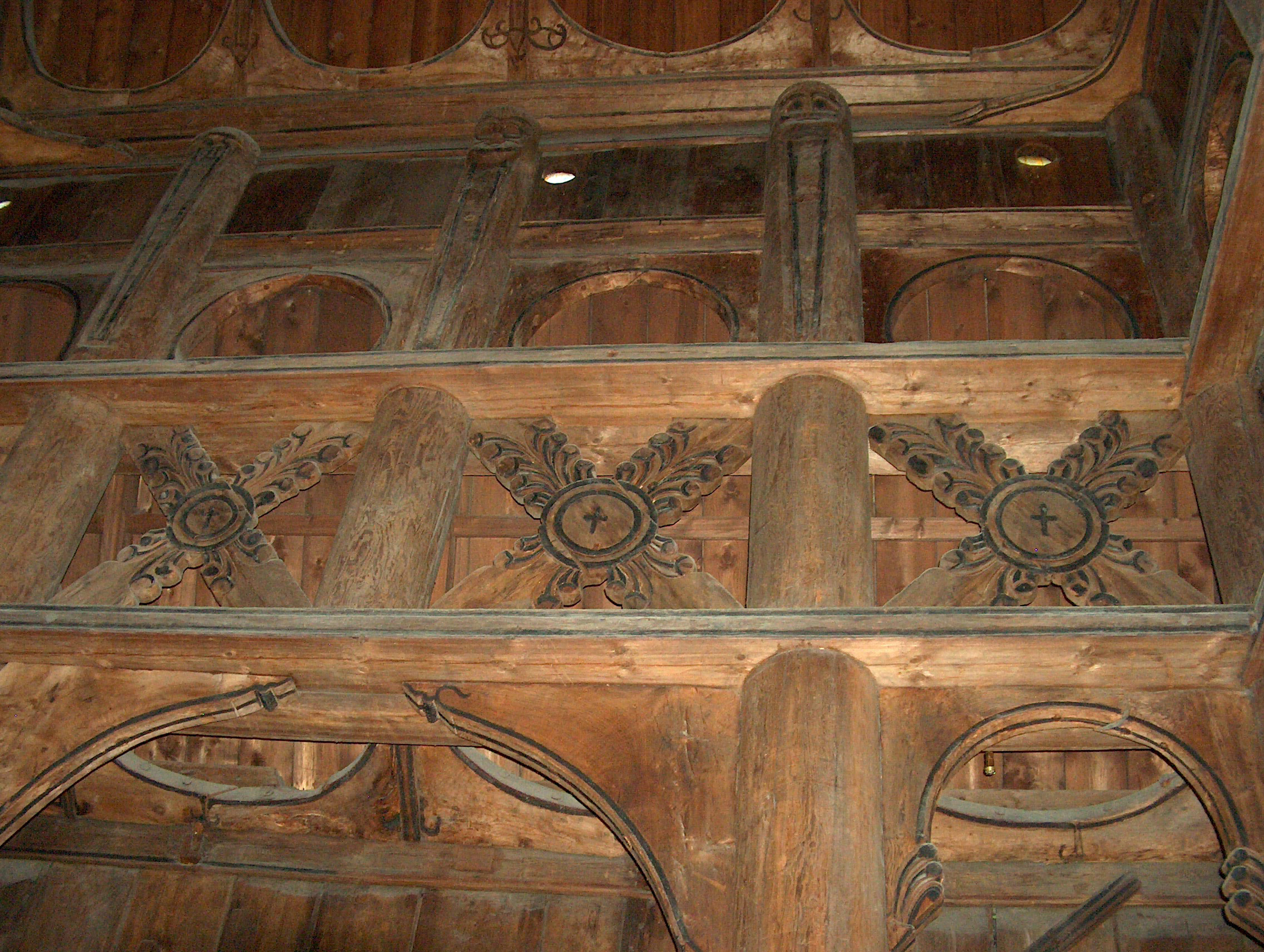
Invändiga detaljer

Eftersom kyrkan flyttades och återuppfördes önskade man bara behålla de medeltida delarna. I det yttre är kyrkan därför huvudsakligen en rekonstruktion med nytt virke från 1880-talet. Stora delar av huvudkonstruktionen i skeppet är dock bevarad, nämligen grundstockar, syllar, stolpar, en stor del av väggplankorna och väggbanden. Större delen av det virke som använts till det förhöjda mittrummet är också bevarat. Kyrkan hör till den typ som har ett förhöjt mittrum med omgång i ett rektangulärt skepp. Den har ett lite smalare kor som avslutas med en absid. Delarna till kor och absid försvann vid utbyggnaden 1802-1803 och ersattes därför vid återuppförandet.

### Exteriör
Kyrkan har en svalgång som utformats med Borgunds stavkyrka som förebild. Den tidigare svalgången runt skeppet revs vid utbyggnaden 1802-1803. Kyrkan har av allt att döma alltid haft takryttare. En takryttare av medeltida typ med två klockor omtalades i räkenskaper från 1600-talet. Denna förnyades 1694. Den nya var förmodligen den som kyrkan fortfarande hade vid flyttningen. Torntaket fick däremot skiffer istället för planktäckning (träspån?) 1821, vilket syns på Prahms teckning från 1846. Det nuvarande taket är en rekonstruktion från 1880-talet med förebild i Borgunds stavkyrka. Taken var ursprungligen spåntäckta och tjärade men ersattes på 1820-talet av skiffer.

### Portaler
Västportalen är till största delen ursprunglig. Den är dekrerad med kämpande drakar och bladrankor. Närmast öppningen har den två halvkolonner med baser och kapitäler. Pelarskaften är täckta med växtornamentik och i mönstret är det infogat krönta manshuvuden. Drakar och rankor springer ut ur två djurkäftar nederst på kolonnerna. Ornamentiken består av en mittdrake, två toppdrakar och två mindre drakar på var sidoplanka. Dörrbladet har medeltida smidesbeslag. Som i många andra stavkyrkor blev dörren omhängd från inåtgående till utåtgående efter branden i Grue kyrkaoch då blev portalplankorna illa åtgångna. Skeppets sydportal avlägsnades under utbyggnaden 1802-1803, men delar av den återanvändes i det nya vapenhuset och kunde användas som hållpunkter för arkitekt Hansteens rekonstruktion. Korets söderportal var delvis bevarad och rekonstruerades vid återuppförandet. Den sattes in mellan två profilerade väggplankor.

### Interiör
Kyrkan har alltid haft trägolv. Längs väggarna i skeppet har det antagligen varit låga bänkar, vilka rekonstruerades under återuppbyggnaden. Avbärningssystemet med självvuxna knän, andreaskors och bjälkar är bevarat. Stolparna runt mittrummet avslutas upptill med snidade groteska masker av samma typ som finns i flera kyrkor i Hallingdal och Valdres. Vid återuppbyggnaden slopade man bänkarna, predikstolen och galleriet på skeppets nordsida. Korbågen är en rekonstruktion baserad på gissningar.

### Inventarier
Eftersom man ville återskapa en medeltidskyrka avlägsnades alla postreformerta inventarier. Kyrkan saknar därför bänkar, predikstol och dopfunt. Istället satte kung Oscar in en snidad bänk från Heddal stavkirke. Men den målade dekoren från 1652 i kor och absid överlevde flytten och restaureringen. På absidens vägg finns en framställning av nattvarden, på nordväggen i koret de fyra evangelisterna och sydväggen är indelad i fält dekorerade med blad, blommor och frukt - och namn på alla som bekostat utsmyckningen. Över korportalen hängde tidigare ett krucifix som kom från Veums stavkyrka i Telemark, daterat till omkring 1300.

## Galleri

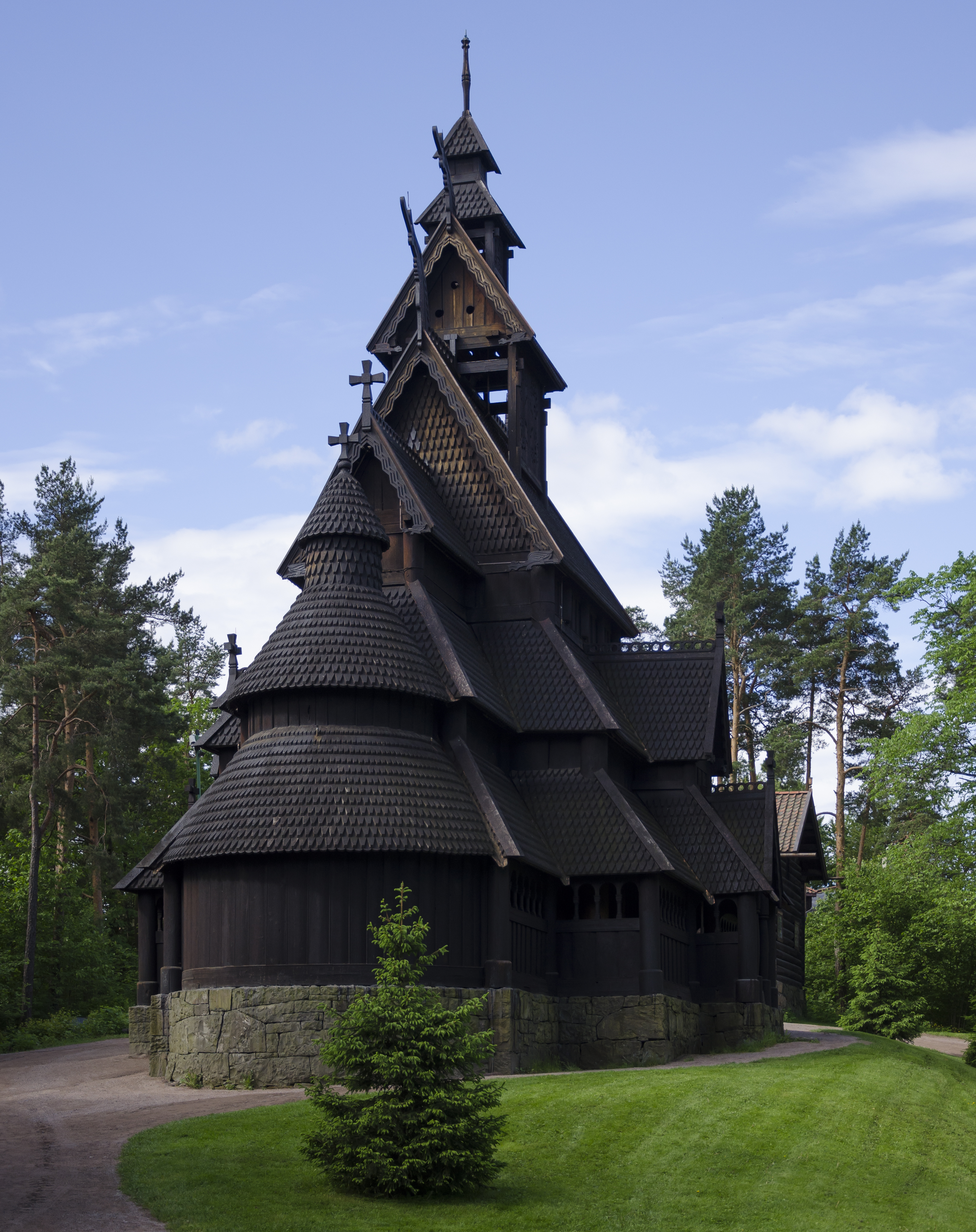
Gols stavkyrka från baksidan
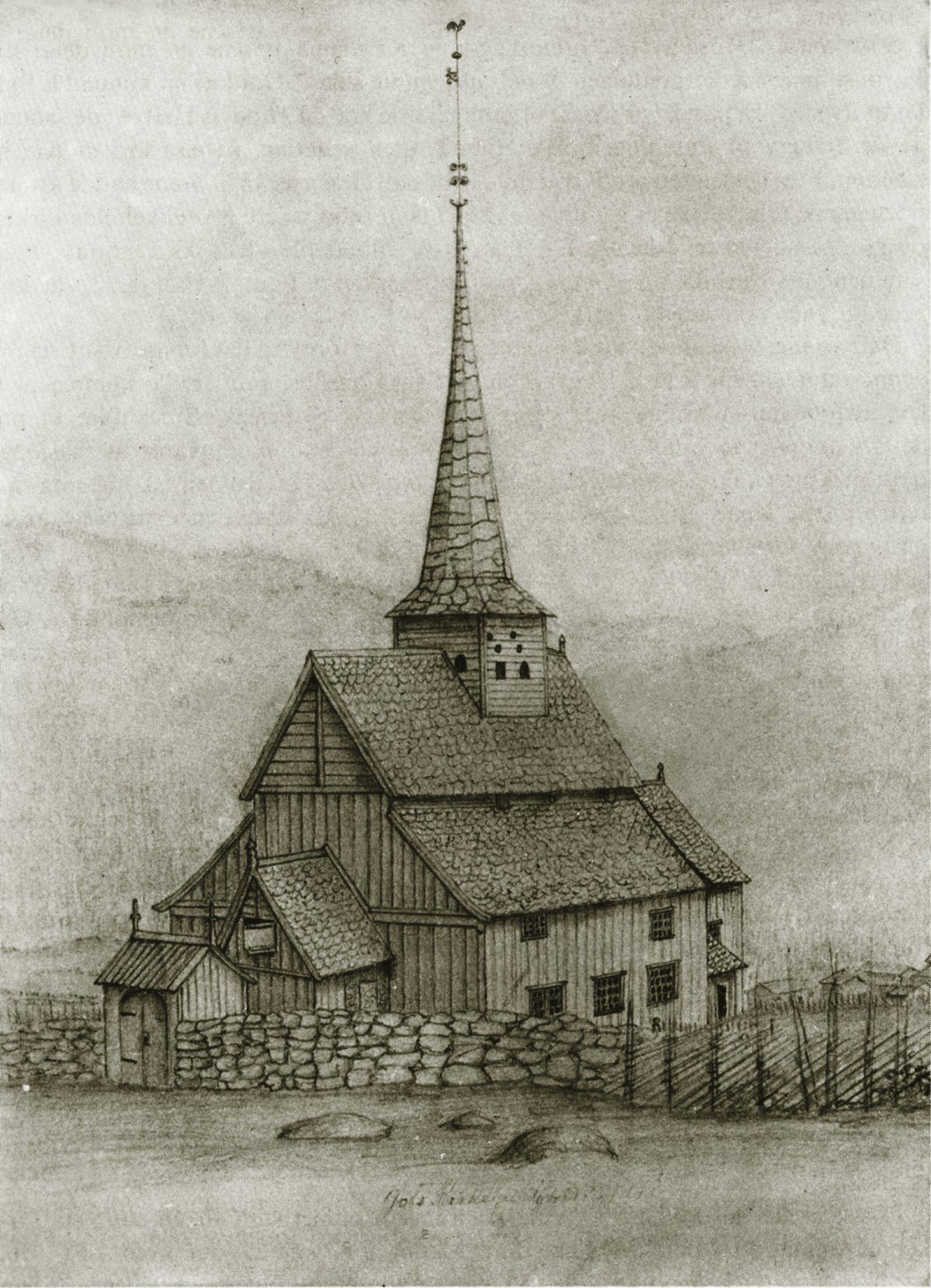
Teckning av J N Prahm av stavkyrkan i Gol 1846
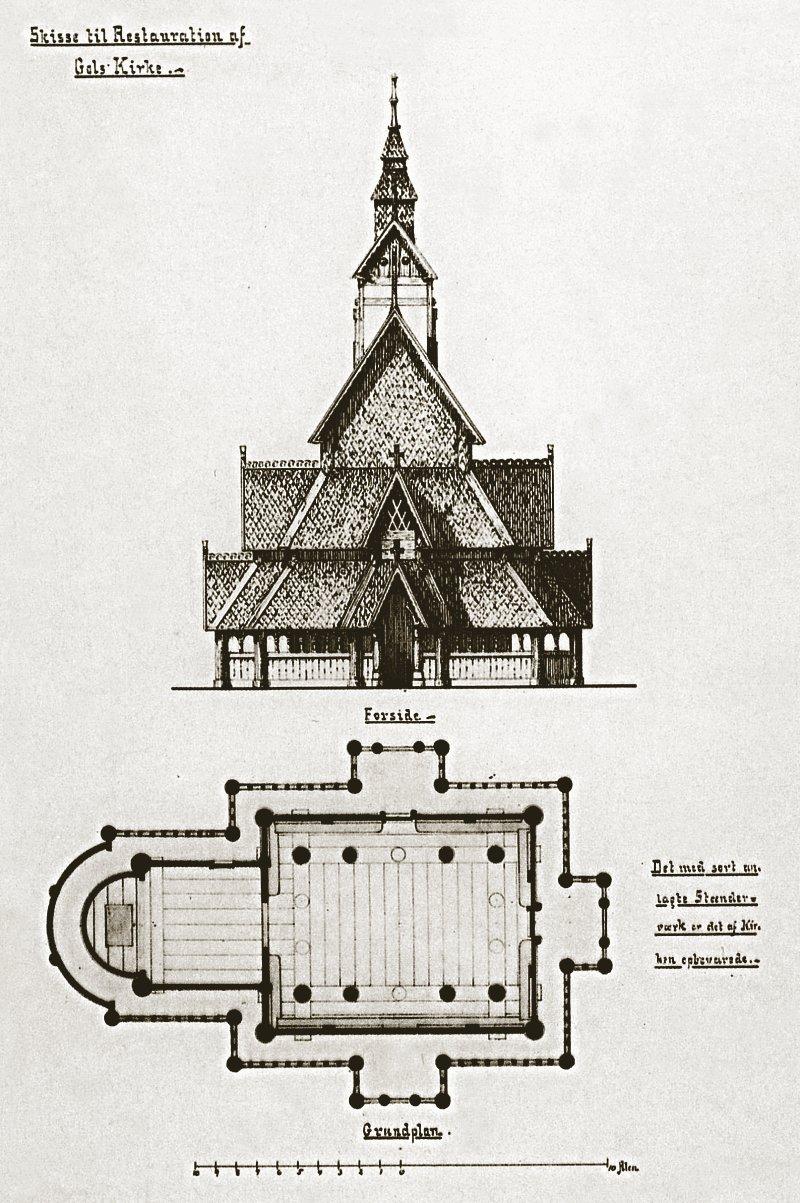
Skisser av T Prytz, efter uppmätning i Gol 1883
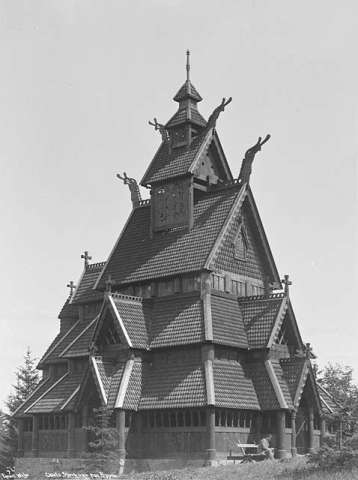
Fotografi efter återuppbyggnaden av Axel Lindahl 1885–1890
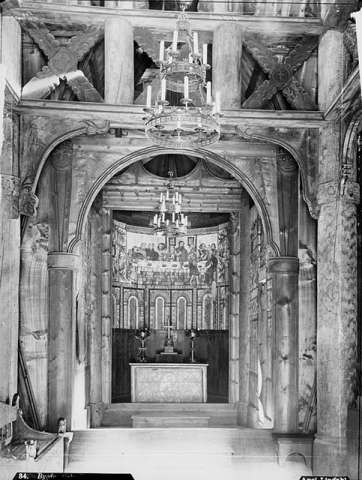
Interiörfotografi av Axel Lindahl 1885–1890
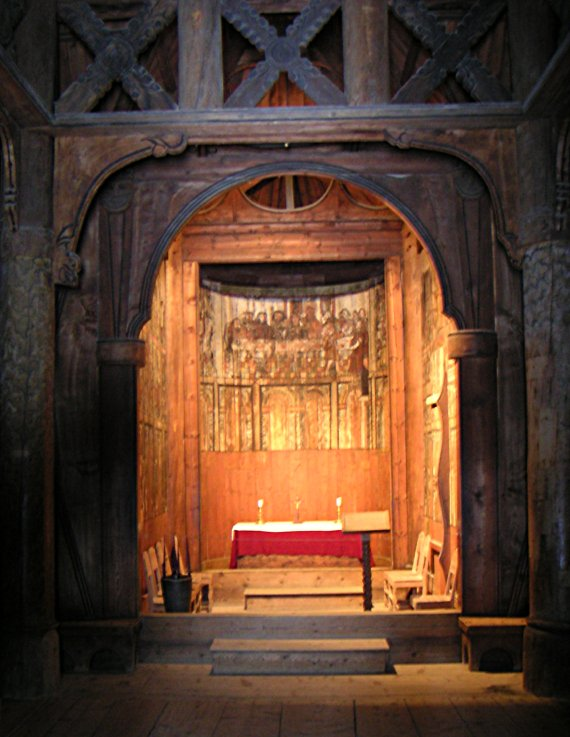
Interiörfotografi av John Erling Blad 2005
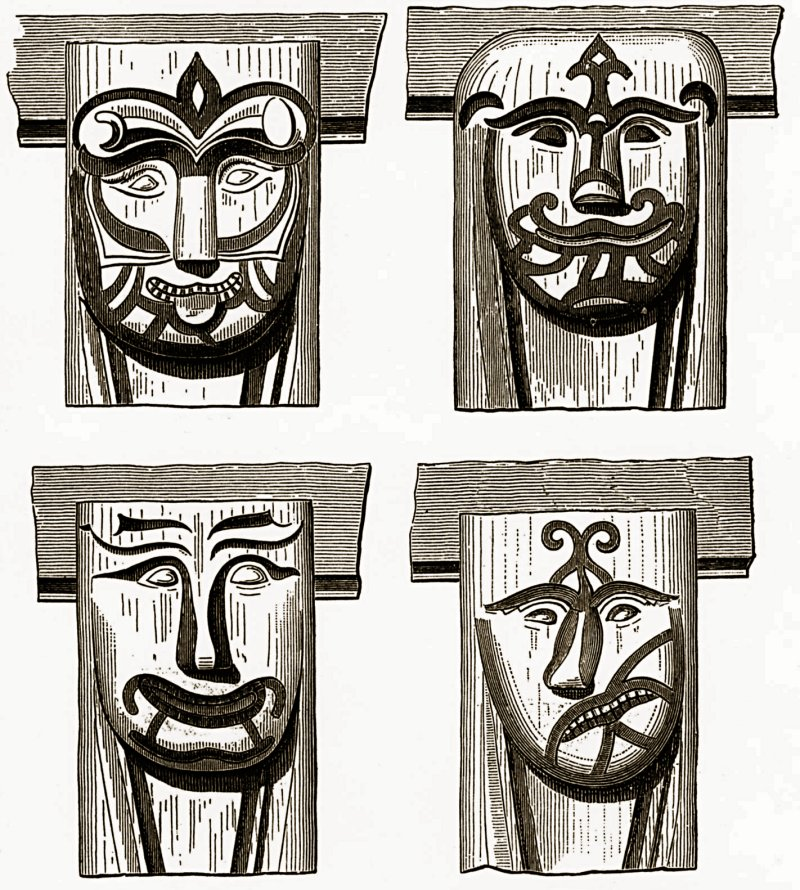
Masker på toppen av stolparna
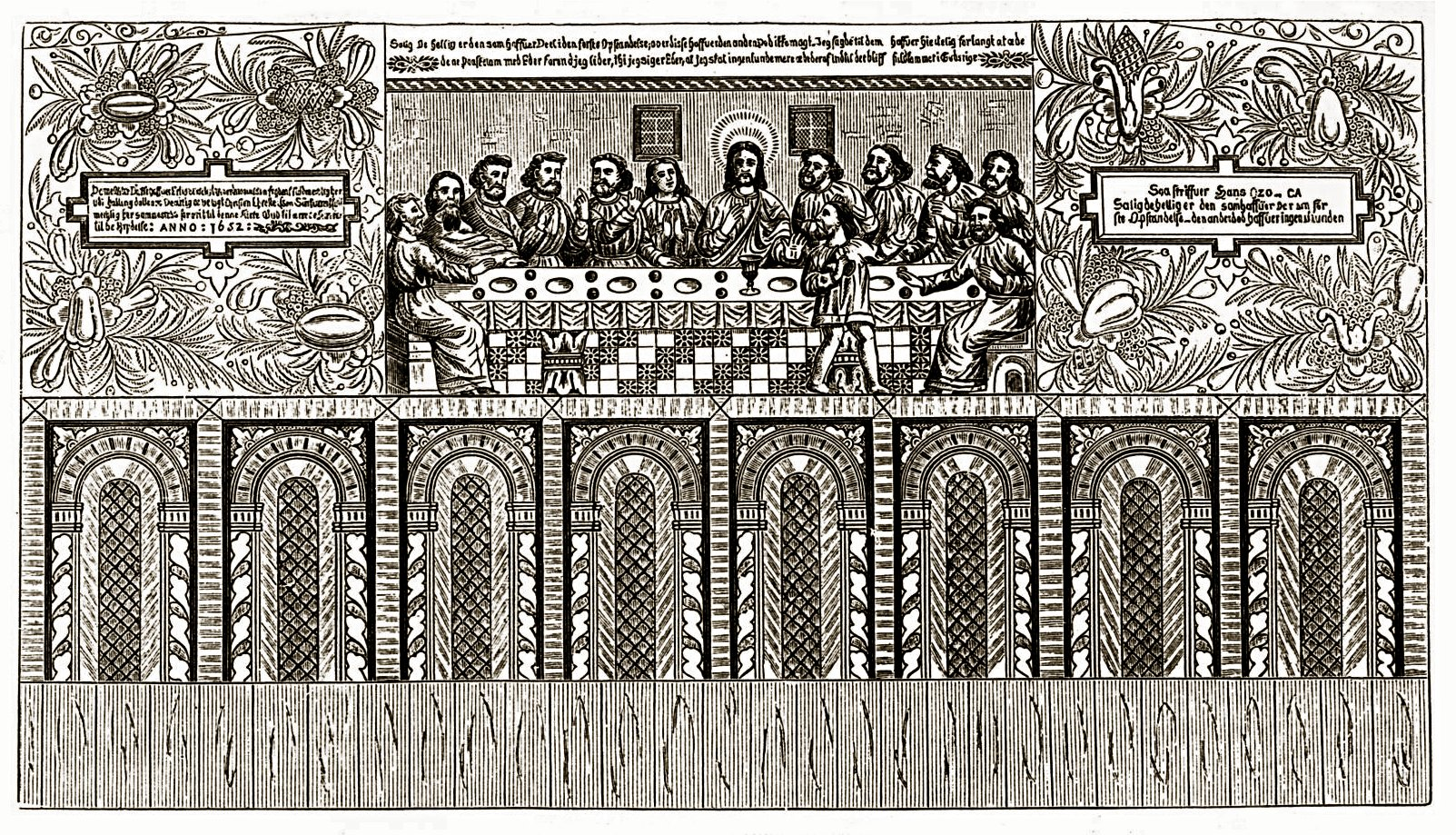
Nattvarden på absidens vägg. Träsnitt från Nicolaysen, 1888

### Översättning
Denna artikel är en översättning av artikeln på norska Wikipedia